# Rabanera del Pinar
Rabanera del Pinar è un comune spagnolo di 112 abitanti situato nella comunità autonoma di Castiglia e León.